# نطاع
نطاع هي قرية سعودية تقع في وادي المياه، تُشتهر القرية بتاريخها المُمتد لما قبل الميلاد، ويذكر صاحب كتاب (دليل الخليج) في الجزء الثاني: نطاع أو انطاع وهي قرية كبيرة في منطقة وادي المياه التي توجد في سنجق الحسا وتقع على بعد 50 ميلا داخل الأرض إلى الغرب من نهاية خليج مسلمية وهي تقع قريبا على بعد 140 ميلا جنوب شرق مدينة الكويت. وعلى بعد 360 ميلا شمال الغرب من الهفوف.

## التاريخ
في العصر الجاهلي في قصيدة امرئ القيس بن حجر الكندي وهو يصف الخيل: